# Amersfoort, Mpumalanga
Amersfoort, Mpumalanga este un oraș din Africa de Sud.